# Les Verts Pacifique
Pour les articles homonymes, voir Les Verts.
Pour les autres articles nationaux ou selon les autres juridictions, voir Liste des partis Verts.
Les Verts Pacifique est un parti local de Nouvelle-Calédonie créé le 22 février 1999.

## Idéologie et combats
Se présentant comme défendant les « valeurs fondamentales de l'être humain et de l'écologie » et comme une « alternative originale progressiste dépassant tous les clivages » traditionnels sur la scène politique néo-calédonienne (à savoir la prise de position en faveur ou contre l'indépendance), il a participé à plusieurs scrutins (provinciales, législatives) en s'associant à différents mouvements tant indépendantistes modérés que partisans du maintien de la Nouvelle-Calédonie dans la France mais avec une forte autonomie et en opposition avec le Rassemblement pour la Calédonie dans la République (RPCR, devenu le Rassemblement-UMP en 2004) qui a longtemps été la force politique dominante. 
Les Verts Pacifique sont fortement liés à l'association « Corail vivant », créée en 2000  pour militer en faveur de la préservation du lagon (de sa barrière de corail de Nouvelle-Calédonie et de sa biodiversité) et de son inscription au patrimoine mondial de l'UNESCO (ce qui est fait en 2008). Ils ont également fait partie de mouvements de contestations contre certains projets industriels ou immobiliers jugés dangereux pour l'environnement, comme celui de l'usine du Sud. Ils se sont montrés historiquement très critiques à l'égard des politiques menées par le RPCR et son chef historique, l'ancien député Jacques Lafleur, au pouvoir jusqu'en 2004. L'une des principales figures historiques du parti, Bruno Van Peteghem, s'est fait connaître à partir de 1994 en fondant une association de riverains du quartier du Port Moselle à Nouméa pour s'opposer à la construction d'un immeuble de 74 logements à forte valeur ajoutée sur le domaine maritime de l'État et sans autorisation et pour ses bras de fer judiciaires ou médiatiques avec Jacques Lafleur ou ses proches.     
Coïncidant au départ à la section des Verts français en Nouvelle-Calédonie, dont Didier Baron était le référent localement, Les Verts Pacifique qui allaient se rallier sans aucun vote  au Modem et à Cap 21 de Corinne Lepage ont été sauvés par un adhérent  Didier Perez  qui s'est présenté mandataire de Dominique Voynet pour les Verts français et a organisé la campagne locale  des  élections présidentielles de 2007 dont le slogan était : La révolution écologique .
C'est à cette occasion et à la suite des réunions que le poste de secrétaire général a été attribué .Depuis et malgré plusieurs demandes auprès du secrétaire et du trésorier aucun mouvement n'a pu aboutir pour remettre en action ce mouvement...

## Historique des participations électorales
- élections provinciales du 9 mai 1999 : liste commune « Citoyens ensemble » en province Sud avec l'Union océanienne (UO, formation historique, créée en 1989, de la défense des intérêts de la communauté polynésienne en Nouvelle-Calédonie et de son rapprochement avec les autres communautés, notamment avec les Kanak, neutre sur l'indépendance) et le Groupe de l'alliance multiraciale (GAM, petit parti créé en 1994 pour militer en faveur d'une indépendance progressive passant auparavant par la mise en place d'une autonomie nationale et multiculturelle). Selon Didier Baron, les mouvements Libération kanak socialiste (LKS, indépendantiste modéré et de tendance marxiste-léniniste, fondé en 1981 par des dissidents du Parti de libération kanak emmenés par le grand-chef de Guahma à Maré Nidoïsh Naisseline) et Génération calédonienne (petit parti se définissant comme « accordiste », c'est-à-dire neutre sur la question de l'indépendance et mettant l'accent sur la pleine application des accords de Matignon et de Nouméa, notamment par la mise en place d'un destin commun et d'une identité commune néo-calédonienne) devaient également participer à cette candidature avant de se retirer[3]. Elle est menée par Dany Dalmayrac (GAM, anthropologue et se réclame « métis nippo-kanak »), tandis que le premier militant des Verts à y figurer est Sarimin Boengkih (militant rapprochant revendications écologiques, identitaires kanak et de défense des droits des peuples autochtones), en troisième position. La liste obtient le plus faible score de la province, avec 706 voix et 1,42 % des suffrages exprimés, pour aucun élu[4].
- élection présidentielle du 21 avril 2002 (premier tour) : Noël Mamère, candidat des Verts nationaux et soutenu par les Verts Pacifique, obtient en Nouvelle-Calédonie le quatrième meilleur résultat (loin derrière le président sortant, du RPR, Jacques Chirac, le Premier ministre de l'époque, le socialiste Lionel Jospin et le président du Front national Jean-Marie Le Pen), soit 1 847 voix et 3,03 % des suffrages exprimés.
- élections législatives du 9 juin 2002 (premier tour) : Didier Baron est candidat dans la première circonscription (Nouméa, Île des Pins, Îles Loyauté) avec l'investiture des Verts nationaux contre le sortant RPR-UMP Jacques Lafleur : il obtient le sixième et antépénultième résultat avec 928 votes (3,7 %) au premier tour[5]. Dans la seconde circonscription (reste de la Nouvelle-Calédonie), Bruno Van Peteghem est le candidat suppléant de Gabriel Païta (ancienne figure historique de l'Union calédonienne et de l'indépendantisme, mais opposé à la stratégie de boycott des institutions et de lutte engagées entre 1984 et 1988, favorable à une indépendance association avec la France et multiculturelle), pour sa part dirigeant avec Marcko Waheo du Mouvement chiraquien des démocrates-chrétiens (MCDC) qui se déclare proche de l'Union pour la majorité présidentielle (UMP) et se réclame de l'héritage du gaullisme à l'égard de la décolonisation[6]. Ils ont obtenu le septième et plus faible score de la circonscription, avec 654 voix (2,45 %)[7].
- élections provinciales du 9 mai 2004 : liste commune « Patrimoine et environnement avec les Verts » avec le Comité Rhéébù Nùù (groupe de pression et d'action militante unissant des coutumiers et des hommes politiques essentiellement issus de l'extrême sud de la Grande-Terre, et plus particulièrement de la commune de Yaté, pour s'opposer au projet de construction d'usine Goro Nickel par le groupe canadien Inco). La tête de liste est Raphaël Mapou, secrétaire général de Rhéébù Nùù, ancienne figure du Parti de libération kanak (Palika) dans les années 1980 et 1990 puis de la Fédération des comités de coordination indépendantistes (FCCI) qu'il avait contribué à créer (et dont il était la tête de liste aux provinciales en 1999 dans le Sud, ce mouvement indépendantiste modéré sert ensuite de force d'appoint au RPCR dans les institutions et Raphaël Mapou a ainsi été membre du gouvernement local de 2001 à 2002), qui est alors particulièrement médiatisé pour ses nombreux coups de force menées contre l'usine du sud et cible ses attaques sur le RPCR et son ancien parti. Didier Baron est présent en troisième position. La liste défend deux principales revendications : « repositionner nos usines et nos mines dans le cadre du développement durable » où les Kanaks auraient un rôle de premier plan, et la défense et la stabilisation du patrimoine foncier coutumier[8]. Elle obtient le 10e score sur 14 avec 861 voix (1,57 %) et aucun élu[9].
- élections européennes du 12 juin 2004 : Didier Baron est en troisième position de la liste des Verts nationaux dans la circonscription Outre-Mer, menée par le guadeloupéen Harry Durimel[10]. Elle obtient en Nouvelle-Calédonie 2 566 voix et 7,88 % des suffrages exprimés, soit le cinquième meilleur résultat sur 15[11] (8,63 % et aucun élu dans l'ensemble de la circonscription)[12].
- élections sénatoriales du 25 septembre 2011 : Didier Baron est candidat à l'un des deux sièges à pourvoir en Nouvelle-Calédonie, avec pour suppléante Sophie Chabaud. Il obtient 2 votes de grands électeurs (0,4 % des suffrages exprimés et l'antépénultième score sur 10 candidats) au premier tour, et ne se maintient pas pour le second[13].

## Direction
- Secrétaire général : Didier Perez
- Représentant en Métropole : Bruno Van Peteghem